# Malenie (powiat opoczyński)
Malenie – wieś w Polsce położona w województwie łódzkim, w powiecie opoczyńskim, w gminie Żarnów.
Wieś wchodzi w skład sołectwa Siedlów.
W latach 1975–1998 miejscowość należała administracyjnie do województwa piotrkowskiego.
Wierni Kościoła rzymskokatolickiego należą do parafii Niepokalanego Serca NMP w Machorach.